# David Schellhammer
David Schellhammer, auch David Schelhammer, (* 1629 oder am 15. Mai 1627 in Hamburg; † 23. September 1693 ebenda) war ein deutscher Bibliothekar.

## Leben und Wirken
David Schellhammer war ein Sohn von Philo Schellhammer und dessen Gattin Magdalena. Der Vater hatte eine Pastorenstelle an der Hauptkirche Sankt Petri. Seine Mutter war eine Tochter Diederich von Göhrens. David Schellhammer arbeitete anfangs als Domherr in Hameln. 1679 begann er in seiner Heimatstadt als Bibliothekar in der Gemeinen Bibliothek. Dabei brachte er eine wichtige Sammlung von Naturalien mit, die er der Einrichtung überließ. Gemäß dem Lexikon für hamburgische Schriftsteller verfasste er hierzu eine „Beschreibung von merkwürdigen, besonders exotischen Naturalien“. Bei dem zweibändigen Werk handelte es sich vermutlich um ein heute nicht mehr vorhandenes Manuskript.
Schellhammer bearbeitete die von seinen Vorgängern erstellten Bibliothekskataloge weiter. Besonders hervorzuheben ist die Inventarisierung des Nachlasses von Joachim Jungius. Während seiner Zeit als Leiter der Bibliothek schrieb Johann Moller 1682 einen Handschriftenkatalog, der heute in der Dänischen Königlichen Bibliothek zu finden ist. Schellhammer erstellte hiervon eine zweibändige Abschrift, von der heute nur noch der erste Band Catalogus mss. Hamburgensium bibliothecae publicae vorhanden ist.
Einer seiner Nachfolger, der Bibliothekar Christian Petersen, schrieb 1838, dass Schellhammer in dem nicht erhalten gebliebenen zweiten Band eine Anmerkung machte. Schellhammer schrieb, dass er eine handschriftliche Kopie der L’École des filles erstellt habe. Da das Werk aufgrund des Inhalts wiederholt gerichtlich verboten worden war, wies der die Bibliothek beaufsichtigende Protoscholar an, diese Abschrift zu vernichten.
Am 25. April 1683 heiratete David Schellhammer Margarethe Voß, mit der er einen Sohn namens David hatte.